# Фернандес, Джордж
Джордж Мэтью Фернандес (англ. George Mathew Fernandes; 3 июня 1930, Мангалур — 29 января 2019, Нью-Дели) — индийский политический и государственный деятель. Профсоюзный активист, лидер социалистической оппозиции в 1960—1970-х годах. Участник протестного движения против правительства Индиры Ганди, арестовывался по обвинению в подготовке терактов, был репрессирован в период чрезвычайного положения. В 1977—1979 — министр информации Индии, затем министр промышленности, в 1989—1990 — министр путей сообщения. В 1998—2004 — министр обороны Индии. Неоднократно избирался в нижнюю палату индийского парламента, в 2009—2010 — член верхней палаты.

## Бунт семинариста
Родился в семье служащего финансовой компании, принадлежащего к общине мангалурских католиков. Старший из шестерых детей. Отец и мать Фернандес отличались искренней верностью Британии, старший сын был назван Джорджем в честь короля Георга V.
Окончив иезуитский колледж, в 1946 Джордж Фернандес переехал в Бангалор учиться в католической семинарии. Однако он был возмущён лицемерием семинарских порядков. Оставаясь верующим католиком, Джордж стал противником церковной иерархии и отказался становиться священником.
В 19 лет Фернандес ушёл из семинарии и перебрался в Бомбей. Работал на автозаводе, потом в обслуге отелей и ресторанов. Сильно бедствовал, вынужден был ночевать на улицах.

## Профсоюзный вожак

### «Бомбейское восстание»
В Бомбее Джордж Фернандес сошёлся с социалистическими активистами. Его старшим товарищем и главным идейным авторитетом стал выдающийся деятель индийского социалистического движения Рамманохар Лохия. Фернандес оказался эффективным профсоюзным организатором, проявил ораторский дар, оперативные способности и выраженную харизму.
В 1950—1960-х Джордж Фернандес являлся организатором крупных забастовок и массовых беспорядков. За профсоюзную деятельность неоднократно арестовывался полицией, подвергался нападениям боевиков, нанятых работодателями. Популярность в массах и организационная структура позволяли Фернандесу вести профсоюзную работу в наступательном стиле (профсоюзный напор на хозяев, осуществлявшийся под его руководством, иногда сравнивался с рэкетом.).
В 1967 году Фернандес был избран в парламент от Объединённой социалистической партии — победив Садашива Патила, ближайшего соратника Индиры Ганди, влиятельного функционера правящего ИНК, мэра и «некоронованного короля» Бомбея. Эта ситуация получила широкий резонанс, сделав Джорджа Фернандеса политиком национального масштаба.
В 1969 году Фернандес был избран лидером ОСП. На выборах 1971 объединённые социалисты Нараяна выступали в широкой антиконгрессистской коалиции, куда входили не только левые и центристы, но и такие правые партии, как Сватантра и Бхаратия джан сангх. В 1973 году Фернандес занял пост председателя Социалистической партии.

### «Великая забастовка»
Крупнейшей протестной акцией стала возглавленная Фернандесом железнодорожная забастовка 8-27 мая 1974 года. Железнодорожное сообщение прервалось по всей стране. Отличительной чертой забастовки явилась её политическая заострённость, направленность против правительства.

Великая железнодорожная забастовка, организованная Джорджем Фернандесом, повергла в дрожь правящую партию. В это время Индира приказала провести ядерный взрыв в пустыне Раджахстана. Некоторые политологи по сей день считают, что это был шаг отчаяния перед лицом забастовки. (Ирония истории в том, что первое ядерное испытание было вызвано забастовкой Джорджа, а второе произведено им самим в качестве министра обороны в правительстве Ваджпаи.)

Власти ответили массовыми арестами (до 30 тысяч человек). Эта акция стала одним из поводов для введения правительством Индиры Ганди режима чрезвычайного положения.

## Вооружённое подполье
25 июня 1975 года Индира Ганди объявила о введении ЧП. Было приостановлено действие конституционных гарантий, запрещены оппозиционные организации, арестованы их лидеры. Джордж Фернандес успел скрыться в подполье. Полиция арестовала и подвергла пыткам Лоуренса Фернандеса, добиваясь информации о местонахождении брата. Майкл Фернандес, тоже профсоюзный деятель, был заключён в тюрьму.
Летом 1975 Джордж Фернандес нелегально прибыл в Вадодару, где провёл тайное совещание с руководителями местного подполья. Было принято решение о проведении террористических актов, в том числе о взрыве в Варанаси, где ожидалась Ганди. Планировалось также нападение на армейский поезд с целью захвата оружия. По некоторым данным, Фернандес пытался установить связи с ЦРУ для совместных действий против правящего режима — несмотря на враждебность индийского социалиста к иностранному, особенно американскому капиталу.
Однако реализовать эти планы не удалось — 10 июня 1976 Фернандес был арестован в Калькутте. Его фотография обошла мировую прессу, превратившись в символ «Индии в цепях» и «чёрных дней страны».
Правительство запланировало громкий политический процесс — «Дело о вадодарском динамите» — к которому предполагалось привлечь более 20 оппозиционеров. Последовали международные протесты, в частности, от Гельмута Шмидта и Бруно Крайского. Но власти не успели провести суд.

## Социалист в правом правительстве
Действие чрезвычайного положения было прекращено 18 января 1977. На март назначались парламентские выборы (руководство правящего ИНК было уверено в успехе). Оппозиционные силы самой различной направленности, в том числе Соцпартия Фернандеса, объединились в коалиционную партию Джаната.
Парламентские выборы 16 марта—20 марта 1977 года принесли сокрушительное поражение ИНК. К власти пришла «Джаната». Был избран депутатом и находившийся в заключении Фернандес. Политические противники Ганди вышли на свободу. Новое правительство возглавил недавний заключённый Морарджи Десаи.
В правительстве Десаи представитель социалистов Фернандес получил пост министра информации и вещания, затем министра торговли и промышленности. Он проводил популистскую политику, отстаивая интересы профсоюзов и национальные приоритеты. Результатом министерской деятельности Фернандеса стал, в частности, уход из Индии IBM и Coca Cola.
Социалистические взгляды Фернандеса сказывались в противоречиях с доминировавшими в правительстве БДП правыми националистами. Так, Фернандес резко выступал против государственных преференций для националистического движения Раштрия сваямсевак сангх и настаивал на выходе членов правительства из этой организации (в РСС состоял, в частности, тогдашний министр иностранных дел и будущий премьер-министр Атал Бихари Ваджпаи). Этот конфликт способствовал расколу коалиции и поражению на выборах 1980 года.

## Оппозиция и МПС
В 1980-е годы Фернандес являлся оппозиционным социалистическим политиком и депутатом парламента. В 1984 он проиграл выборы в своём округе. В конце 1980-х примкнул к партии Джаната дал, активно участвовал в выступлениях против ИНК. В 1989 вновь стал депутатом, затем возглавил министерство путей сообщения в правительстве Вишваната Пратапа Сингха. Под руководством Фернандеса МПС инициировало крупнейший в истории независимой Индии проект Конканских железных дорог.
В 1994 году Фернандес покинул Джаната дал и учредил социалистическую Самата парти, превратившуюся в важного союзника правой БДП против ИНК. С 1998 присоединился к антиконгрессистской коалиции Национально-демократический альянс.

## Глава военного ведомства

### Жёсткий курс
В 1998—2004 годах Джордж Фернандес был (с небольшим перерывом в начале 2000-х) министром обороны в правоцентристских правительствах Атала Бихари Ваджпаи. На этом посту Фернандес занимал жёсткую позицию, способствуя интенсивному перевооружению и силовой экспансии.
В 1998 году Индия официально обрела ядерное оружие. Фернандес заявлял, что новое вооружение необходимо Индии не только в целях противостояния с Пакистаном, но и для защиты от КНР как «врага номер один». (Впоследствии Фернандес посещал Китай с официальным визитом и высказывал сожаление о буквальном толковании своего высказывания.) В период министерства Фернандеса отмечался резкий рост оборонных расходов бюджета.
При Фернандесе разразилась и Каргильская война с Пакистаном 1999 года. Победа в целом осталась за Индией, но министерство обороны подверглось тогда критике за малоэффективность военных спецслужб. Фернандес отказался признать критику справедливой. Возникали конфликты министра и с командованием ВМФ, в основном по кадровым вопросам.

### Скандалы на посту
Джордж Фернандес фигурировал в нескольких крупных скандалах. Журналисты-расследователи, выдавая себя за представителей вымышленной компании, смоделировали подкуп нескольких видных представителей окружения министра. Фернандес был вынужден на некоторое время уйти в отставку, но выдвинуть против него лично коррупционные обвинения не удалось. Кроме того, Фернандесу предъявлялись нарушения процедуры приобретения ракетного комплекса в Израиле. Однако противозаконность сделки не была доказана.
Два раза — в начале 2002 и в середине 2003 — с Фернандесом случались скандальные инциденты в США: сотрудники иммиграционной службы в аэропорту подвергали министра обороны Индии, немало сделавшего для укрепления индо-американских военных связей, проверке на провоз запрещённых предметов (не исключено, что причиной являлась память о его деятельности в 1975 году). Извинения приносил заместитель государственного секретаря США Ричард Армитидж, однако Фернандес заявил, что впредь не намерен посещать США.

### Военно-дипломатический баланс
В принципе политика социалиста Фернандеса на посту министра обороны соответствовала внешнеполитическим установкам правых партий — более жёстким и амбициозным, нежели дипломатия ИНК. При этом Фернандес старался соблюдать баланс в военно-дипломатических отношениях с США и РФ. В 2002 году он посетил Вашингтон и Нью-Йорк, где обсуждал с руководством Пентагона вопросы глобальной борьбы с терроризмом, добиваясь поддержки индийской стороны в трудных отношениях с Пакистаном. Год спустя Фернандес посетил Москву и провёл ряд переговоров по российско-индийскому военно-техническому сотрудничеству. При этом обсуждались достаточно сложные проблемы — в частности, связанные с продажей Индии российского крейсера «Адмирал Горшков».
В 2004 году национал-демократическая коалиция уступила власть ИНК. Джордж Фернандес снова оказался в оппозиции. Возник также конфликт в руководстве «Самата парти» по вопросу об отношениях с Джаната дал. В 2009 Фернандес вынужден был баллотироваться в парламент как независимый кандидат, но не добился успеха. Однако тогда же он на безальтернативной основе стал членом верхней палаты индийского парламента, формируемой делегированием от штатов.

## Покровитель иностранного сепаратизма
Джордж Фернандес известен активной поддержкой сепаратистских движений в соседних с Индией странах. Длительное время Фернандес содействовал тамильскому движения Тигры освобождения Тамил Илама в Шри-Ланке (именно тамильские террористы совершили в 1991 убийство Раджива Ганди, поддерживавшего ланкийское правительство). В 1998 году, будучи министром обороны, Фернандес предотвратил перехват партии оружия для ТОТИ. Правительство Шри-Ланки рассматривало Фернандеса как «главного индийского сторонника тамильских сепаратистов».
Фернандес публично выражал поддержку антикитайскому движению в Тибете. Он активно поддерживал мьянманских повстанцев, ведущих партизанскую войну против центрального правительства. Выступления Фернандеса передавались повстанческими радиостанциями. В период его министерства повстанцы получили возможность использовать для снабжения индийскую территорию. Фернандес признал захват повстанцами одного из индийских островов в Андаманском море.
В таком курсе просматривались идейные симпатии Фернандеса, особенно в случае Бирмы-Мьянмы. Кроме того, играл роль фактор индийской поддержки реально или потенциально антикитайских движений.

## Семья
Джордж Фернандес был женат на Лейле Кабир, дочери бывшего министра. Имел сына Шона (Сушанто) Фернандеса — финансиста, проживающего в США.
В 1984 Фернандес развёлся с Кабир. Близко сошёлся с сотрудницей своего аппарата Джайей Джайтли, которая впоследствии возглавила «Самата парти».

## Конфликты членов семьи
С января 2010 года Джордж Фернандес проходил курс лечения от болезни Альцгеймера и болезни Паркинсона. Лейла Кабир и Шон Фернандес забрали его из больницы, но братья Майкл и Ричард Фернандес обратилась в суд с иском о стационарном лечении и своём праве посещения. Суд Дели в июле 2010 принял решение о праве бывшей жены на пребывание Джорджа Фернандеса по её местонахождению, но гарантировал братьям право посещения.
В августе 2012 года Верховный суд Индии разрешил Джайе Джайтли посещение Фернандеса (против чего возражали Кабир и братья Фернандес, ссылаясь на судимость Джайтли). Фактически между членами семьи развернулась борьба за право называться людьми, находящимися рядом с Джорджем Фернандесом. Что само по себе немало говорит о его личности.

## Кончина и похороны
Скончался Джордж Фернандес в возрасте 88 лет. Соболезнование семье выразили премьер-министр Нарендра Моди и министр внутренних дел (вскоре министр обороны) Раджнатх Сингх.
Согласно ранее выраженному желанию Джорджа Фернандеса, его прах после кремации захоронен на христианском кладбище. На похоронах бывшему министру обороны отдавались военные почести от имени государства. В 2020 Джордж Фернандес посмертно удостоен второй высшей гражданской награды Индии Падма вибхушан.

## Социалистическое народничество
Джордж Фернандес олицетворял противоречивую специфику индийского социалистического движения. Близкие ему идеи демократического социализма формально всегда включались в программу ИНК. Однако социально-политические реалии — бюрократический диктат, жестокая эксплуатация, массовая бедность — толкали убеждённого социалиста в радикальную оппозицию. Оппозиционный индийский социализм носил характер своеобразного народничества, противостоящего государству в лице аппарата ИНК (вплоть до партизанского или террористического сопротивления). Отсюда парадоксальный на первый взгляд альянс «непрерывно восставшего»социалиста Фернандеса с силами индуистского национализма.
Джордж Фернандес был также известен как журналист и политический литератор. В 1950-х редактировал несколько изданий, сотрудничал на этой основе с Балом Такереем. Автор нескольких работ по политической публицистике социалистического направления и автобиографии George Fernandes speaks — Говорит Джордж Фернандес, опубликованной в 1991 году. Владел десятью языками (народов Индии, а также английским и латынью, изученной в семинарии).